# Roger Moutenot
Roger Moutenot (* ?) je americký hudební producent a zvukový inženýr. Poté, co v roce 1975 dokončil střední školu, zapsal se na Institute of Audio Research v New Yorku. Když školu dokončil, začal v New Yorku pracovat v nahrávacím studiu Skyline Studios – nejprve jako asistent a později jako zvukový inženýr. Později začal alba také produkovat; v roce 1993 produkoval album skupiny Painful skupiny Yo La Tengo a spolupráce s tout kapelou mu vydržela až do roku 2009. Počátkem jedenadvacátého století si postavil vlastní studio Haptown Studio v Nashville.

## Diskografie
- New Sensations (Lou Reed, 1983)
- Hexbreaker! (The Fleshtones, 1983)
- Passionfruit (Michael Franks, 1983)
- Crawl with Me (Art Bergmann, 1988)
- Greed (Ambitious Lovers, 1988)
- Strange Angels (Laurie Anderson, 1989)
- Flood (They Might Be Giants, 1990)
- Naked City (Naked City, 1990)
- Lust (Ambitious Lovers, 1991)
- Magic and Loss (Lou Reed, 1992)
- Grand Guignol (Naked City, 1992)
- Heretic (Naked City, 1992)
- Live MCMXCIII (The Velvet Underground, 1993)
- Painful (Yo La Tengo, 1993)
- Gringo Honeymoon (Robert Earl Keen, 1994)
- Last Day on Earth (John Cale & Bob Neuwirth, 1994)
- Electr-O-Pura (Yo La Tengo, 1995)
- Jill Sobule (Jill Sobule, 1995)
- I Can Hear the Heart Beating as One (Yo La Tengo, 1997)
- Happy Town (Jill Sobule, 1997)
- Dark Dear Heart (Holly Cole, 1997)
- Pash (Kate Ceberano, 1998)
- The Hot Rock (Sleater-Kinney, 1999)
- Bitter (Meshell Ndegeocello, 1999)
- And Then Nothing Turned Itself Inside-Out (Yo La Tengo, 2000)
- Blue Country Heart (Jorma Kaukonen, 2002)
- Redemption's Son (Joseph Arthur, 2002)
- The Sounds of the Sounds of Science (Yo La Tengo, 2002)
- Yoko (Beulah, 2003)
- Keep It Together (Guster, 2003)
- Summer Sun (Yo La Tengo, 2003)
- Hotel Paper (Michelle Branch, 2003)
- Underdog Victorious (Jill Sobule, 2004)
- 23rd St. Lullaby (Patti Scialfa, 2004)
- Damn Damn Leash (Be Your Own Pet, 2004)
- Try! (John Mayer Trio, 2005)
- Story Like a Scar (The New Amsterdams, 2006)
- 1-800-Bankrupt (Marykate O'Neil, 2006)
- I Am Not Afraid of You and I Will Beat Your Ass (Yo La Tengo, 2006)
- Killed or Cured (The New Amsterdams, 2007)
- Play It as It Lays (Patti Scialfa, 2007)
- Asleep at Heaven's Gate (Rogue Wave, 2007)
- Firesight (Jessie Baylin, 2008)
- Popular Songs (Yo La Tengo, 2009)
- Underground (Marykate O'Neil, 2009)
- The Sheepdogs (The Sheepdogs, 2012)
- Blur the Line (Those Darlins, 2013)
- Raven (Paula Cole, 2013)
- Lieblingsfarben und Tiere (Element of Crime, 2014)
- Underneath the Rainbow (The Black Lips, 2014)
- Ritual in Repeat (Tennis, 2014)
- Lost in Alphaville (The Rentals, 2014)
- Beyond the Bloodhounds (Adia Victoria, 2016)
- Dreamland (Wild Belle, 2016)
- Gifts from the Ebb Tide (Coupler, 2017)
- Youngish American (Dams of the West, 2017)
- Schafe, Monster und Mäuse (Element of Crime, 2018)